# ماقوسة
قرية ماقوسة هي إحدى القرى التابعة لمركز المنيا بمحافظة المنيا في جمهورية مصر العربية. حسب إحصاءات سنة 2006، بلغ إجمالي السكان في ماقوسة 19744 نسمة، منهم 10209 رجال و9535 امرأة.